# SC 아우스트리아 루스테나우
SC 아우스트리아 루스테나우(독일어: Sportclub Austria Lustenau)는 루스테나우를 연고로 하는 오스트리아의 축구 클럽이다. 현재 오스트리아의 1부 축구 리그인 오스트리아 분데스리가에 참가하고 있다.

## 선수 명단

### 현역
참고: FIFA 자격 규정에 따라 소속된 국가대표팀 국기를 표시합니다. 선수는 복수의 FIFA 비회원국 국적을 가지고 있을 수 있습니다.
| 번호 | 포지션 | 국적   | 이름        |
| ---- | ------ | ------ | ----------- |
| 6    | MF     | 알제리 | 스탠 버카니 |

| 번호 | 포지션 | 국적         | 이름              |
| ---- | ------ | ------------ | ----------------- |
| 26   | FW     | 코트디부아르 | 이브라힘 우아타라 |